# Notti di terrore: La vendetta
(Angelica Fear)
Notti di terrore: La vendetta (Moonlight Secrets) è un romanzo del genere horror per ragazzi, scritto da Robert Lawrence Stine. Fa parte della serie di romanzi La strada della paura. Ha due seguiti: Notti di terrore: Giochi a mezzanotte e Notti di terrore: Alba di tenebra.

## Trama

### Prima parte
Lewis Baransky è uno studente che frequenta l'ultimo anno di liceo a Shadyside. A causa dei numerosi impegni scolastici, Lewis non riesce a frequentare quanto vorrebbe la sua ragazza, Jamie Richards, anche lei studentessa dell'ultimo anno dello stesso liceo, durante il giorno. Per questa ragione decidono di incontrarsi a notte fonda, mentre la cittadina dorme. Il posto preferito dove incontrarsi è la vecchia casa dei Fear, ormai disabitata dalla morte dei loro ultimi proprietari oltre un secolo prima, i coniugi Angelica e Simon Fear. Secondo le leggende popolari, essi erano due potenti e malvagi stregoni, dei quali la casa stessa era oggetto di una maledizione: nessuno osava dunque avvicinarsi, il che la rendeva il posto ideale per incontrarsi di nascosto senza il rischio di essere scoperti. Ben presto alcuni loro amici scoprono dei loro incontri notturni e decidono di unirvisi, affascinati dall'idea di condurre una "vita segreta" notturna all'insaputa dei propri genitori. Il gruppo divenuto più numeroso, si assegna scherzosamente il soprannome di "Popolo della Notte". Durante una delle visite notturne alla casa dei Fear, una parete dell'edificio crolla, svelando la presenza di una stanza segreta, dove all'interno si trovano preziosi e antichi cimeli appartenuti ai due stregoni. Senza esitazione, i ragazzi decidono ognuno di prendere qualcosa dalla stanza segreta, come ricordo: di lì a poche settimane infatti, la casa sarebbe stata demolita, per fare posto a un nuovo centro commerciale. Da quando sua cugina Cindy morì per una malattia qualche anno prima, Jamie ha cominciato a interessarsi a fenomeni paranormali: ritiene quindi che il cantiere appena sorto dall'abbattimento della casa dei Fear, possa essere un luogo di contatto con gli spiriti, tra i quali spera di poter incontrare quello della cugina. Convince quindi un riluttante Lewis ad accompagnarla al cantiere, per effettuare alcune registrazioni allo scopo di cogliere dei "segni" dall'aldilà. Di ritorno dal sopralluogo, ascoltano le registrazioni e con stupore colgono chiaramente dei sussurri di una voce, non molto comprensibili. Tornano dunque galvanizzati al cantiere, dove un bagliore blu li attira verso una buca: improvvisamente, in essa delle ossa si animano, li afferrano e li trascinano sul fondo. Mentre cercano disperatamente di liberarsi, della terra inizia a coprire la buca, sommergendoli.

### Seconda parte
E' trascorso un anno dall'incidente al cantiere: Jamie e Lewis si sono salvati per miracolo, grazie all'intervento di due poliziotti fuori servizio che passavano di lì per cao. A causa dell'incidente e del successivo lungo ricovero, sono obbligati a ripetere l'ultimo anno di liceo e sono ancora tormentati dagli incubi di quella notte. A fare da supporto, ci sono ancora gli amici del Popolo della Notte, con cui proseguono le uscite notturne. La casa dei Fear non c'è più: il nuovo punto d'incontro è un bar, il "Nights", gestito dal burbero Ryland, che sorge proprio dove prima c'era la casa. In una di quelle notti al bar, Bart Sharkman, detto Squalo (da "Shark", appunto "Squalo" in inglese), sta raccontando allegramente alla sua ragazza Nikki Howitz e al suo migliore amico Nate Garvin, di uno scherzo fatto alla sua ex ragazza, Candy Shutt, che lo aveva tradito con un altro: la ragazza da tempo stava cercando di riallacciare con lui i rapporti e quella sera aveva proposto a Squalo di andare insieme al cinema. Squalo, ancora risentito per il tradimento, aveva accettato ma solo per poi non presentarsi all'appuntamento, oltre a lasciarle un messaggio nella segreteria telefonica pieno di insulti. Proprio dopo aver appena terminato il racconto, Candy si presenta al bar furiosa per lo scherzo subito. Jamie non fa a meno di notare il ciondolo che indossa, un pendente con delle pietre blu e dall'aspetto familiare, senza però ricordare dove avesse visto un oggetto simile. Candy la ignora, si dirige verso Squalo e fingendo di sedurlo, gli morde le labbra con forza, provocandogli delle vistose ferite sanguinanti, per poi dileguarsi con la sua auto. Nate, vedendo il suo migliore amico in quello stato, rompe il finestrino dell'auto di Candy in corsa, scagliandovi contro una bottiglia.

### Terza parte
Il giorno seguente, Candy chiede a Nate e a Squalo i soldi per riparare il finestrino, sotto la minaccia di rivelare ai loro genitori la vita segreta del Popolo della Notte, a cui anche lei partecipava quando stava ancora con Squalo. I ragazzi sanno bene che se si scoprisse della loro vita notturna, non sarebbe stato più permesso loro di proseguirla, quindi cedono al ricatto. Squalo e Nate decidono di vendicarsi, pubblicando una foto modificata di Candy sul sito della scuola, in cui il suo volto è posto sopra il corpo di un maiale. La foto si diffonde rapidamente tra gli alunni della scuola, e Candy diviene ben presto oggetto di scherno. Il vicepreside scopre che la foto proviene dal computer di Nate, il quale si prende la responsabilità completa del gesto, senza mettere in mezzo Squalo, ed evita una punizione scusandosi con Candy, che non la prende bene. Da quel giorno, Nate diviene vittima di incidenti inspiegabili e mortali: una sera al bar, mentre sta gustando delle noccioline, inizia a vomitare scarafaggi rischiando di soffocare; il giorno seguente, Nate, Squalo, Jamie e una loro amica, Ada, partono per una gita presso il fiume, con l'auto di Nate, ma i freni dell'auto smettono di funzionare: i ragazzi finiscono dentro il fiume, rischiando di morire annegati. Sui freni però non c'era alcun segno di malfunzionamenti o guasti.

### Quarta parte
Squalo, Nate e Ada si stanno rilassando nella sala di Informatica. Li raggiunge Candy, che cerca di riappacificarsi con loro, invitandoli a una festa a casa sua, mentre i genitori sono assenti per un viaggio, ma questi declinano l'invito senza nascondere un certo fastidio. Dopo essere uscita affranta dalla sala, Nate comincia inspiegabilmente a sanguinare dalle orecchie: nonostante abbia perso molto sangue, riesce a sopravvivere. Al Nights, mentre i ragazzi riflettono per trovare una spiegazione riguardo agli ultimi eventi, il loro amico Galen rivela quella che potrebbe essere la causa: mostra infatti ai ragazzi che il gioiello indossato da Candy non è altro che il pendente di Angelica Fear, dotato di poteri magici. Candy dunque, usando la magia del pendente, stava cercando di far loro del male, se non ucciderli. Nonostante l'iniziale scetticismo, Nate, Squalo e Nikki decidono di entrare quella notte nella casa di Candy, per sottrarle il pendente. Ci riescono, ma nel tentativo Candy li scopre, li insegue e, cercando di recuperare l'oggetto, cade dalle scale, spezzandosi mortalmente il collo. I tre amici, scioccati dall'accaduto, scappano. Durante la fuga si accorgono che il pendente si è rotto, essendo una falsa riproduzione in plastica: quindi Candy in realtà non poteva aver provocato gli incidenti. Da quella notte, Nate è perseguitato dagli incubi e dal senso di colpa verso la ragazza defunta, consapevole di un pericolo ignoto da cui ancora non può ritenersi al sicuro.

## Personaggi

### Popolo della Notte
- Nate Garvin: protagonista del romanzo, è un ragazzo generalmente tranquillo e calmo, visto dai suoi amici come un tipico "bravo ragazzo", anche se spesso gli capita di mettersi nei guai con l'amico Squalo. Ha da sempre una cotta per Jamie, ma nel corso della storia si avvicinerà ad una amica di Jamie, Ada. Durante la vicenda è vittima di strani incidenti che sembrano essere correlati a Candy e il particolare gioiello che indossa.
- Bart "Squalo" Sharkman: il migliore amico di Nate, è un ragazzo irrequieto, impulsivo, vivace, allegro e che ama fare scherzi. Viene chiamato da tutti "Squalo", per via del cognome (da "Shark", che significa appunto "Squalo") e per il suo carattere. Inizialmente ha una relazione con Candy, che poi lascia in seguito alla scoperta di un tradimento di lei con un altro. Poco tempo dopo, inizia una relazione con Nikki.
- Nikki Howitz: la ragazza di Squalo e amica di Ada. Al contrario degli altri ragazzi, non frequenta il liceo di Shadyside, ma nella vicina località di Waynesbridge. Già membro del Popolo della Notte, inizia una relazione con Squalo poco tempo dopo che il ragazzo si è lasciato con Candy.
- Jamie Richards: fondatrice del Popolo della Notte, è descritta come una delle ragazze più carine della scuola, socievole e disponibile. Ha una relazione con Lewis. Dopo l'incidente al cantiere è costretta a ripetere l'anno scolastico ed è rimasta lievemente zoppa. Ha praticato vari sport, tra cui il nuoto. Dopo la morte della cugina Cindy, ha iniziato a interessarsi al paranormale e a credere alla possibilità di contattare gli spiriti dei defunti.
- Lewis Baransky: fondatore del Popolo della Notte, è un ragazzo introverso e pacato, spesso poco incline a commettere imprudenze. Ha una reazione con Jamie. Dopo l'incidente al cantiere è costretto a ripetere l'anno scolastico.
- Candy Shutt: ex ragazza di Squalo, che ha tradito con un altro e per questo è invisa a tutto il Popolo della Notte, che ha frequentato fino alla rottura col ragazzo. Dietro i suoi comportamenti sprezzanti, si nasconde la mancanza dei vecchi amici, coi quali cerca di riconciliarsi senza riuscirci. Per via del gioiello che indossa, Nate si convince che sia lei ad aver provocato gli incidenti tramite degli incantesimi. Muore cadendo dalle scale nel tentativo di impedire a Nate e a Squalo di sottrarle il gioiello, che alla fine si rivela essere un falso di plastica, non il gioiello originale.
- Ada: amica di Jamie e di Nikki, è una ragazza irrequieta e con un carattere forte e un po' spigoloso, scherzosamente associato al fatto di avere i capelli rossi. È molto interessata a Nate, dichiarandosi esplicitamente al ragazzo dopo essere sopravvissuti all'incidente al fiume. Nate, da sempre innamorato di Jamie, comincerà a interessarsi a lei.
- Galen: amico di Nate e Squalo, rivela ai ragazzi il mistero sul pendente indossato da Candy, che ritiene essere il mezzo con cui la ragazza ha provocato gli incidenti. Il suo migliore amico è Aaron.
- Aaron: amico di Galen, ha una relazione con Whitney, un'amica di Jamie e Ada.
- Whitney: ragazza di Aaron e amica di Jamie e Ada.

### Altri
- Signor Grant: vicepreside del liceo di Shadyside.
- Ryland O'Connor: barista del Nights. Viene descritto come un uomo alto e massiccio, con una cicatrice sul volto la cui origine è sconosciuta. Ama molto lavorare nel locale e il Popolo della Notte diventa per lui una scusa per tenerlo aperto.
- Angelica Fear: non appare mai esplicitamente, ma è lei la presenza al cantiere di cui Jamie registra la voce. Secondo quanto scoperto da Galen, Angelica era una potente strega che traeva il suo potere da un magico pendente con pietre blu, del tutto simile a quello posseduto da Candy. Sebbene non venga dichiarato, è intuibile che dietro agli incidenti ci sia dietro il suo operato.

## Edizioni
- R. L. Stine, Notti di terrore: La vendetta, traduzione di Alessandro Zattarin, collana Dark Magic, Arnoldo Mondadori Editore, 2006,  p. 148, ISBN 88-04-55454-1.